# Anthophora albotibialis
Anthophora albotibialis är en biart som beskrevs av Wu 2000. Anthophora albotibialis ingår i släktet pälsbin, och familjen långtungebin. Inga underarter finns listade i Catalogue of Life.